# Model Misbehavior
Model Misbehavior es el décimo episodio de la cuarta temporada de la serie Padre de familia emitido el 24 de julio de 2005 a través de FOX. El episodio está escrito por Steve Callaghan y dirigido por Sarah Frost.
La trama se centra en Lois y en su sueño por convertirse en modelo, aunque en un principio cuenta con el apoyo de su familia, una vez consigue su sueño realidad, su comportamiento empieza a empeorar

## Argumento
Durante una visita a sus padres, Lois le explica a Meg después de descubrir que su madre fue Miss Rhode Island Adolescente y recuerda que estuvo a punto de hacerse modelo, pero su padre se interpuso en su sueño. Mientras aprovechan la estancia para ver al Sr. Pewterschmidt competir en la regata anual, Peter y su familia deciden desafiarle a bordo de una bañera con la que consiguen ganarle después de aligerar el peso tras deshacerse de la ropa y de Meg (a quien tiran por la borda). Emocionada por el logro, Lois declara su intención de hacerse modelo.
En primer lugar busca como publicitarse y se decanta por anunciarse en la farmacia de Mort Goldman hasta que llama la atención de una representante que le ofrece trabajo. Aunque Peter está orgulloso de su mujer y le apoya desde el principio, no tarda en ponerse celoso cuando descubre que Lois se ha convertido en objeto de deseo de todos los hombres y acaba discutiendo. Tras enfadarse, Lois se toma unas pastillas para adelgazar y empieza a salir todas las noches, mientras tanto, Peter no para de preocuparse por el comportamiento de su mujer, la cual acaba pillando una obsesión por las pastillas que la vuelven anoréxica.
Ante sus suplicas, el Sr. Pewterschmidt decide ayudarle y una noche en la que asiste a una fiesta organizada por Vogue, pillan a Lois desprevenida y la secuestran para después dejarla en casa. Sin embargo, Lois se niega a renunciar a su deseo de ser modelos a pesar de las exigencias de su padre. Tras contemplar la escena, Peter comprende que nadie tiene derecho de meterse en la vida de su mujer y acepta su nuevo trabajo si eso la hace feliz por lo que Peter noquea a su suegro y anima a Lois a volver a la pasarela, sin embargo decide renunciar al sueño de su vida después de descubrir que con su marido tiene la libertad de elegir. Tras ver a su padre inconsciente, Lois le pregunta a Peter que hacer con él, a lo que este responde acostarse a su lado para cabrearle hasta que se despierta y tras ver la escena con disgusto, Peter vuelve a noquearle con una lámpara.
Por otra parte, Brian descubre que tiene lombrices, alarmado por no disponer de dinero para costearse el medicamento le pide a Stewie que no se lo diga a nadie (en especial a Peter), mientras tanto, Stewie decide iniciar un negocio piramidal tras asistir a una conferencia de empresas. Tras conseguir dinero suficiente le sugiere a Brian que trabaje para él a cambio de pagarle el tratamiento. Sin embargo, Brian empieza a cansarse de tanta pantomima y consigue que Stewie le despida.

## Recepción
Padre de familia fue el programa más visto de la noche del domingo en la FOX entre la población de 18 a 49 años y con una audiencia de 6,73 millones de televidentes. Hal Erickson de Allmovie publicó una crítica en la que se dirigía a los espectadores: "que no tienen nada mejor que hacer en sus tiempos libres salvo poner en pausa los DVD para intentar coger los chistes al primer vuelo".